# 21629 Siperstein
21629 Siperstein este un asteroid din centura principală de asteroizi.

## Descriere
21629 Siperstein este un asteroid din centura principală de asteroizi. A fost descoperit pe 13 iulie 1999 la Socorro, New Mexico, în cadrul proiectului LINEAR. Asteroidul prezintă o orbită caracterizată de o semiaxă mare de 2,19 ua, o excentricitate de 0,03 și o înclinație de 1,2° în raport cu ecliptica.